# Rząd Liechtensteinu

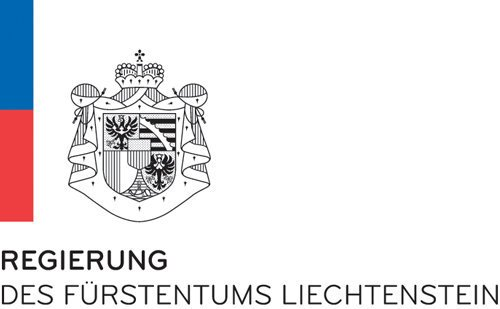
Logo Rządu Liechtensteinu.

Rząd Księstwa Liechtensteinu (niem. Regierung des Fürstentums Liechtenstein) – najwyższy kolegialny organ władzy wykonawczej Liechtensteinu. Składa się z pięciu radnych z Szefem Rządu na czele, którzy są mianowani przez Księcia na wniosek Landtagu. Siedziba Rządu znajduje się w stolicy kraju – Vaduz.

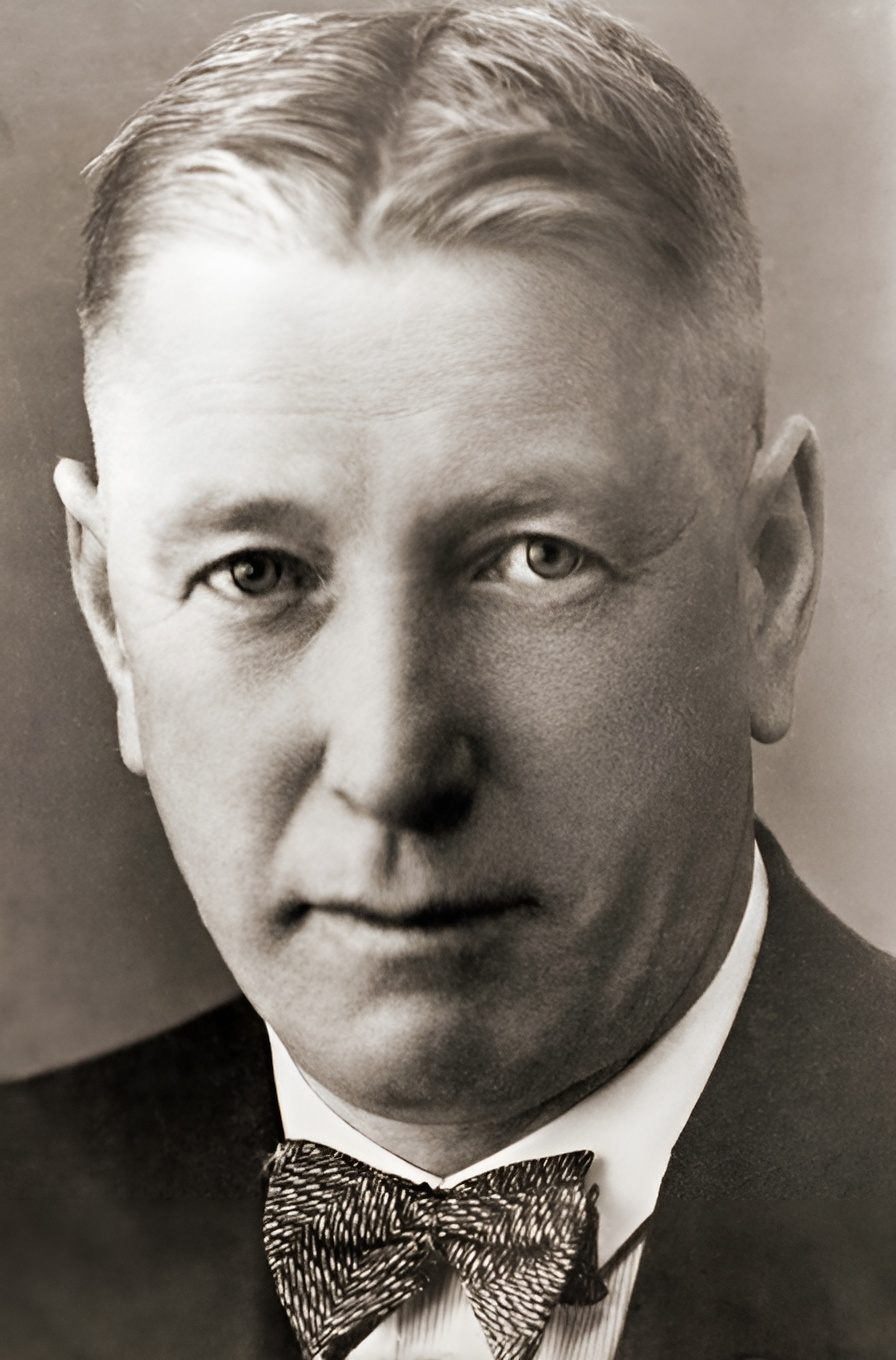
Wilhelm Beck – jeden z inicjatorów zamachu stanu w Liechtensteinie w 1921 r.

## Historia

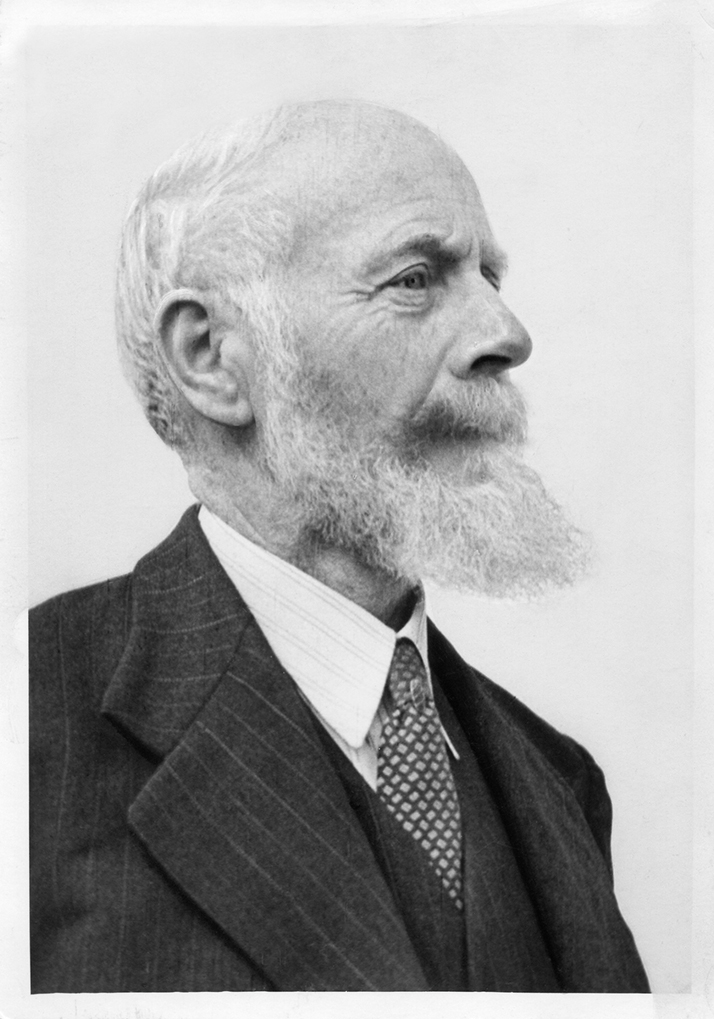
Josef Ospelt – pierwszy premier Liechtensteinu z FBP rządzący w okresie od marca do maja w 1921 r.

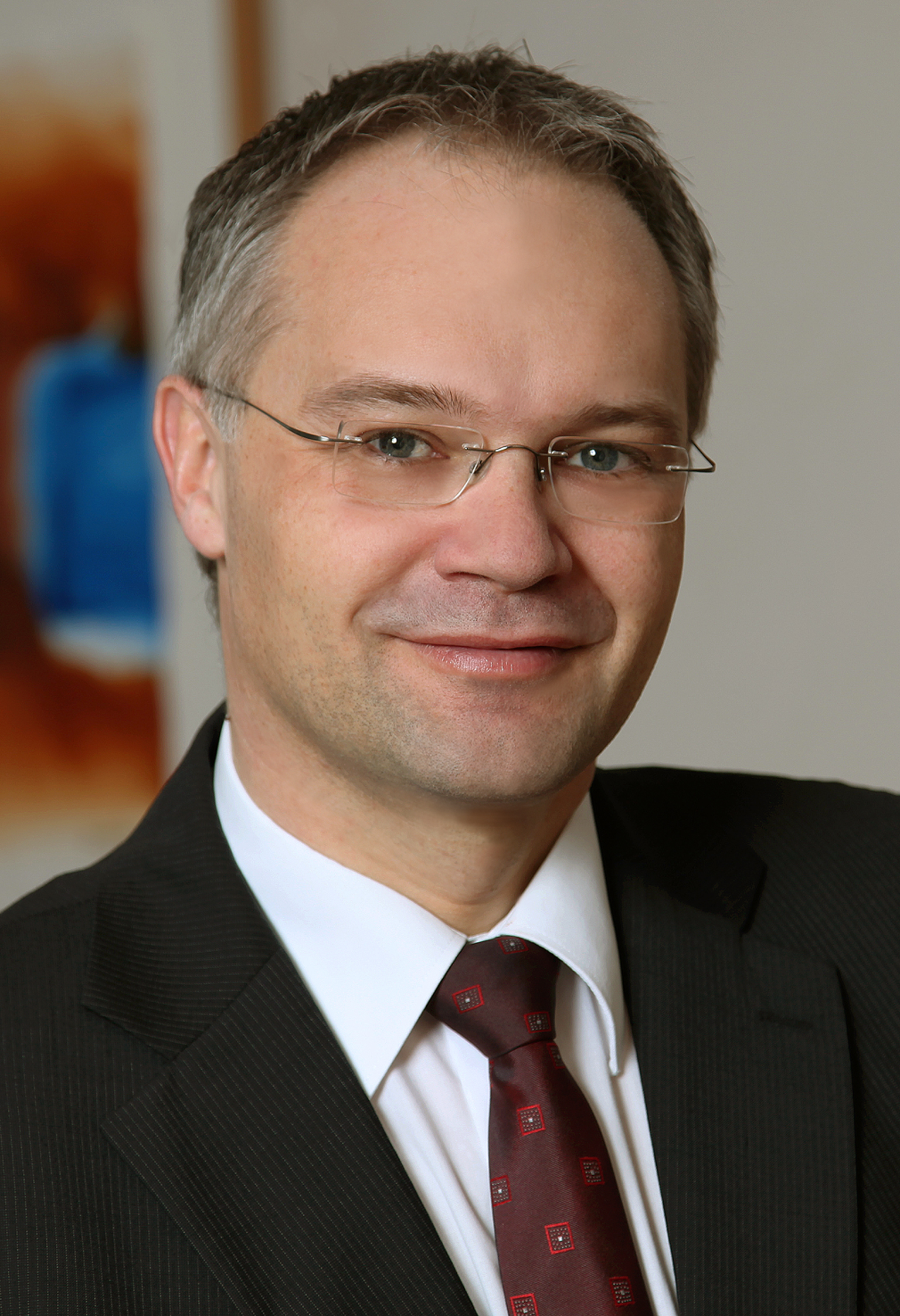
Klaus Tschütscher – premier Liechtensteinu z VU rządzący w latach 2009-2013.

Przed utworzeniem instytucji Rządu władzę wykonawczą w Księstwie pełnił Urząd Wyższy (niem. Oberamt). Na jego czele stał Zarządca Kraju (niem. Landesverweser), który zazwyczaj był pochodzenia austriackiego, co wywoływało wiele kontrowersji. Po reformach konstytucyjnych z 1862 roku powołano Rząd (niem. Regierung), który stał się wiodącym i najwyższym organem władzy wykonawczej w kraju.
Pierwotnie w skład Rządu wchodziły trzy osoby: zarządca i dwóch radnych powoływanych przez Księcia. Większość władzy posiadał zarządca stojący na czele Rządu, a pozostali jego członkowie pozostawali bez większego wpływu do końca I wojny światowej. Ponadto nadal w administracji krajowej dominowali zagraniczni urzędnicy – przede wszystkim Austriacy.
Pozycja ustrojowa Rządu zmieniła się w 1918 roku, kiedy doszło do tzw. puczu listopadowego (w polskiej literaturze określanego często po prostu jako „zamach stanu w Liechtensteinie”). Przed wyborami parlamentarnym w 1918 roku w Liechtensteinie powstała pierwsza partia polityczna – Chrześcijańsko-Społeczna Partia Ludowa (niem. Christisch-Soziale Volkspartei). Podwaliny pod jej struktury zaczęły się kształtować jeszcze kilka lat wcześniej, kiedy wokół liechtensteińskiego deputowanego Landtagu Wilhelma Becka zgromadzili się zwolennicy reform ustrojowych, a do ich głównych postulatów należało oddanie administracji państwowej do rąk Liechtensteińczyków (wyrażało się to w jednym z popularniejszych w tamtym okresie haseł – Liechtenstein den Liechtensteinern, czyli „Liechtenstein dla Liechtensteińczyków”). 7 listopada 1918 roku posłowie Landtagu wymusili dymisję na premierze Austriaku – Leopoldzie von Imhofie, a następnie stworzyli Tymczasowy Komitet Wykonawczy (niem. Vollzugsausschuss) z Martinem Ritterem na czele oraz Wilhelmem Beckiem i Emilem Batlinerem jako członkami, który łamiąc prawo przejął władzę. Nielegalnie rządzący Komitet nie dążył do obalenia monarchii. Informacja o zamachu stanu dotarła do księcia Jana II Dobrego przebywającego w Wiedniu, który powołał księcia Karola Liechtensteina na stanowisko zarządcy kraju. Decyzję tę przyjął Landtag, a Tymczasowy Komitet Wykonawczy przestał pełnić władzę. Skutkiem puczu listopadowego było rozpoczęcie prac nad nowelizacją konstytucji, którymi zajmował się nowo utworzony Komitet Konstytucyjny. Ponadto zamach stanu uznaje się za koniec okresu austriackiego historii Księstwa (czyli okresu protektoratu Austro-Węgier nad Księstwem) i początek okresu szwajcarskiego.
Konstytucja z 1921 roku wprowadzała szereg zmian ustrojowych, których celem była demokratyzacja ustroju, przy jednoczesnym zachowaniu monarchii. Od tej pory na czele rządu stał Szef Rządu (niem. Regierungschef), który musiał być urodzony w Liechtensteinie podobnie jak jego zastępca. Członkowie Rządu mieli być wybierani przez Landtag na czteroletnią kadencję jednak wybór ten musiał zostać potwierdzony przez Księcia. Zgodnie z Konstytucją Rząd stał się organem kolegialnym. Działalność rządowa została rozdzielona pomiędzy ministerstwa, jednak decyzje podejmowane były większościowo na spotkaniach kolegium. Do 1965 roku poza Szefem Rządu należało do niego jeszcze dwóch członków, a w 1965 roku po zmianach w Konstytucji zwiększoną liczbę członków rządu do pięciu (łącznie z premierem). Najważniejsza osoba w Rządzie podpisuje uchwalone zarządzenia, ma decydujący głos, gdy w głosowaniu jest remis, reprezentuje Rząd, do 1971 roku jako jedyny z rządu mógł uczestniczyć w obradach Landtagu, a do 1993 roku odpowiadał za politykę zagraniczną.
Przed 1938 rokiem zmiany składowe w Rządzie były związane z przegraną danej partii w wyborach do Landtagu (z tego powodu z pełnienia urzędu zrezygnował pierwszy premier Josef Ospelt), ale także z dużymi aferami (rząd Gustava Schädlera został zdymisjonowany w związku z aferą finansową w 1928 roku, która przyczyniła się do kryzysu politycznego Partii Ludowej i zmusiła ją do połączenia z nazistowską partią opozycyjną – LHD).
W roku 1938 dwie największe siły polityczne Księstwa – FBP i VU nawiązały koalicję antynazistowską, która miała nie dopuścić do przejęcia władzy przez nazistów. W jej ramach stworzono wspólną listę wyborczą, a potem wspólny rząd. Od tamtej pory koalicja przetrwała aż do 1997 roku, kiedy większość decyzyjną w Landtagu uzyskała Unia Patriotyczna, jednak powróciła 8 lat później w 2005 roku. Podczas trwania koalicji zmiany w Rządzie wiązały się jedynie z wewnętrznymi przesunięciami między obiema partiami, ponieważ ustalono, że partia, która w wyborach zdobędzie więcej głosów będzie obsadzać stanowisko premiera, a ta druga wicepremiera.
Jedyny wniosek o wotum nieufności dla rządu w historii Liechtensteinu został złożony dla Markusa Büchela przez jego własną partię (VU) w 1993 roku. W 1993 roku pojawiła się również pierwsza kobieta.
Nowelizacja konstytucji z 2003 roku wprowadziła jasny zapis dotyczący procedur rozwiązywania rządu.

## Funkcjonowanie
Kompetencje, organizację prac, sposoby powoływania i rozwiązywania oraz podstawowe zasady funkcjonowania Rządu Liechtensteinu są określone w VII Rozdziale Konstytucji Liechtensteinu (art. 78–94). Natomiast szczegóły organizacji jego prac określa Zarządzenie z 8 lutego 1994 r. o Regulaminie Obrad Rządu (niem. Geschäftsordnung der Regierung).

### Radni Rządu
Rząd jako organ kolegialny składa się z pięciu członków w tym: Szefa Rządu (niem. Regierungschef), stojącego na jego czele i czterech Radnych Rządu (niem. Regierungsräten). Dodatkowo jeden z Radnych Rządu jest mianowany Zastępcą Szefa Rządu (niem. Regierungschef-Stellvertretende). Wszyscy członkowie Rządu muszą być obywatelami Liechtensteinu oraz posiadać bierne prawo wyborcze. Ponadto zgodnie z Konstytucją każdy okręg wyborczy – Oberland i Unterland musi posiadać w Rządzie co najmniej dwóch reprezentantów. Ponadto każdemu z Radnych przypisywany jest jeden zastępca (niem. Stellvertretende), który zastępuje danego Radnego w przypadku niemożności uczestniczenia w obradach Rządu. 

### Powoływanie
Członkowie Rządu są powoływani przez głowę państwa, a zatem Księcia, w porozumieniu z Landtagiem, reprezentującym drugiego z suwerenów określonych w Konstytucji Liechtensteinu – Naród. Członkowie są mianowani na wniosek parlamentu, co oznacza, że de facto skład Rządu powoływanego przez monarchę powinien być zgodny z wolą ludu wyrażoną w wyborach parlamentarnych, a zatem zgodnych ze składem Landtagu. Zgodnie z umową koalicyjną między FBP i VU stanowisko Szefa Rządu jest obsadzane spośród członków tej partii, która zdobyła większą liczbę głosów w wyborach. Przy czym nie ma znaczenia większość deputowanych w Landtagu. Kadencja Rządu trwa cztery lata.

### Rozwiązywanie

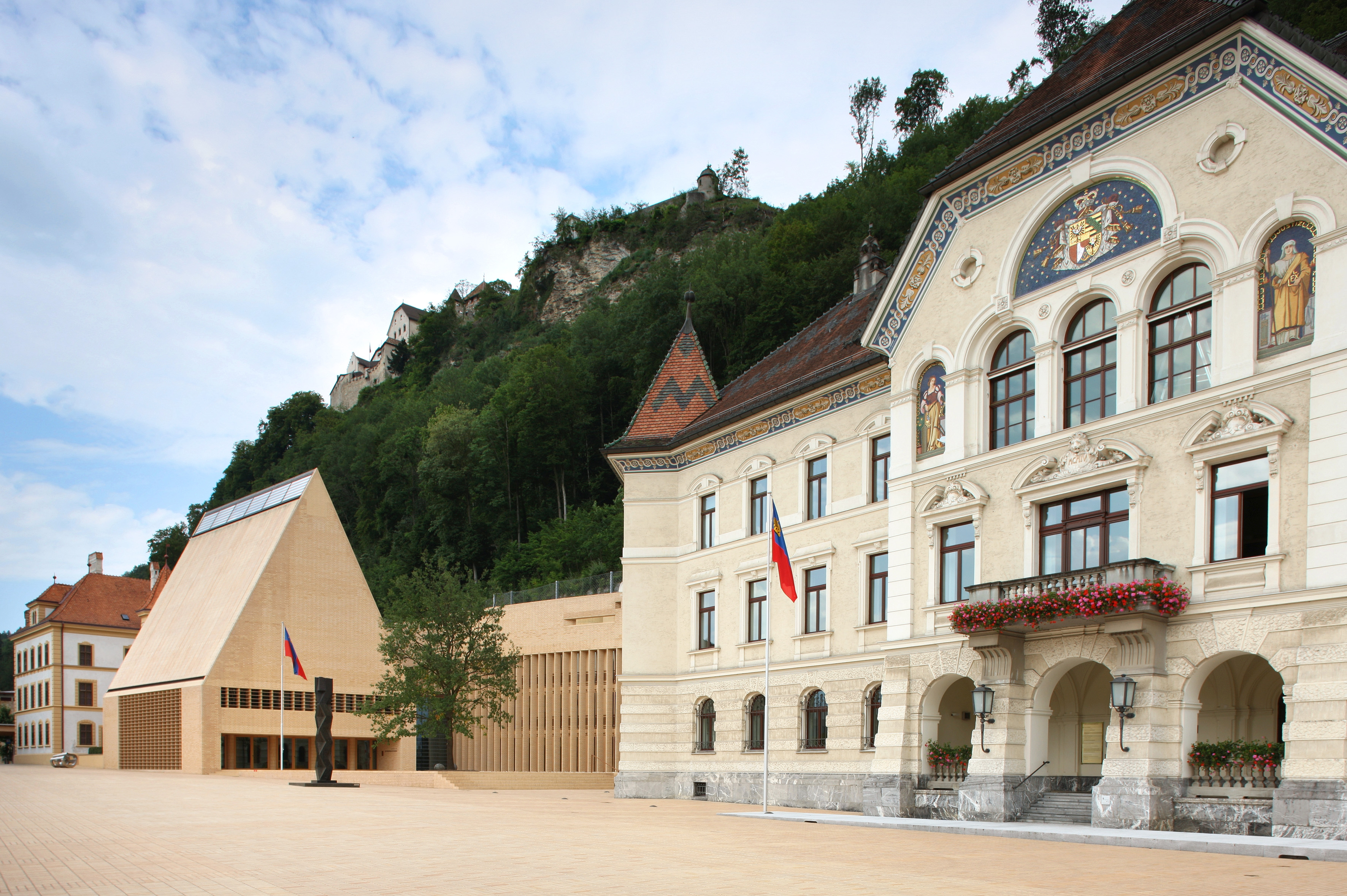
Siedziba Rządu Liechtensteinu w Vaduz. W tle widoczne siedziba Landtagu oraz zamek w Vaduz.

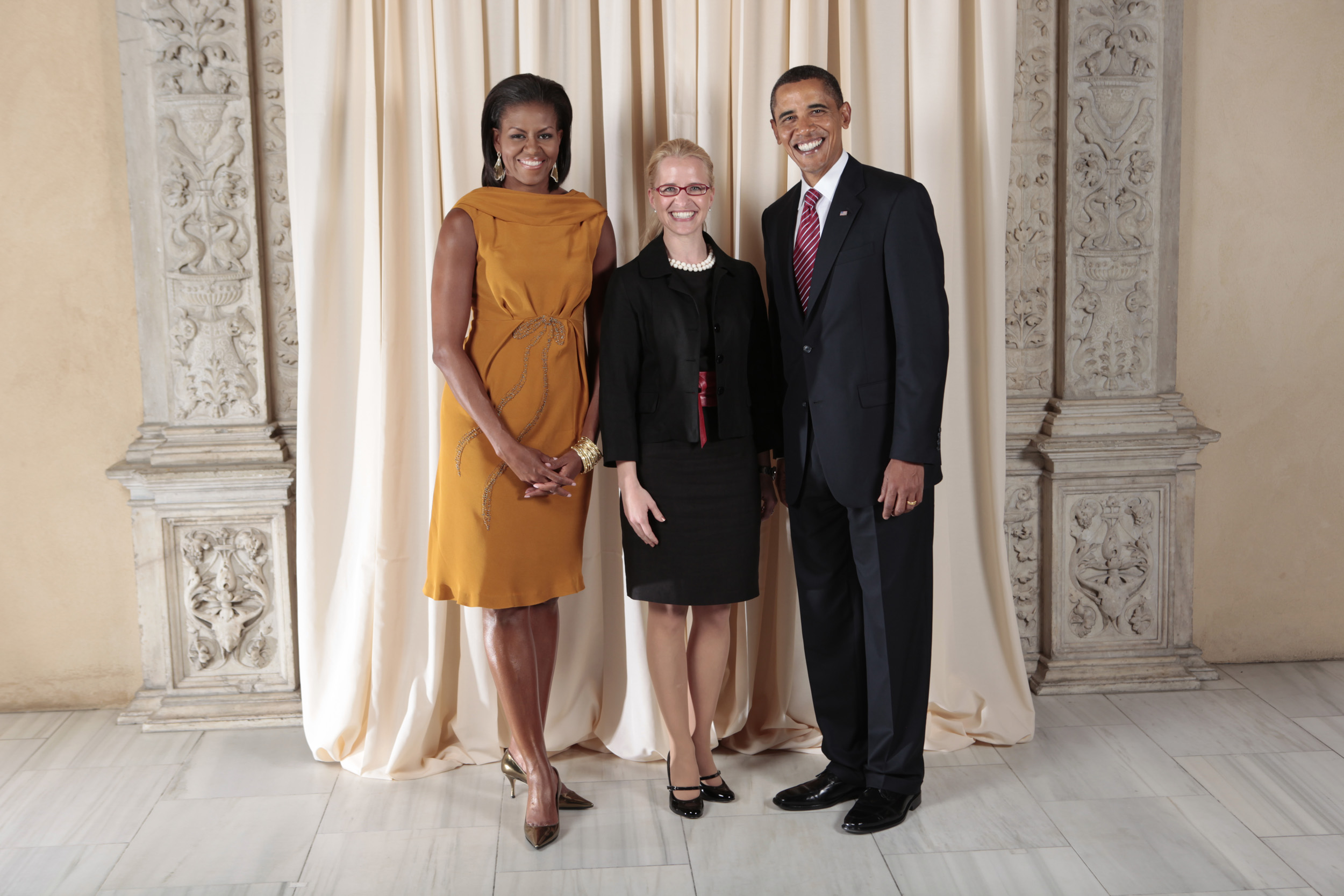
Minister Spraw Zagranicznych Liechtensteinu Aurelia Frick podczas spotkania z Barackiem Obamą i jego żoną w Nowym Jorku.

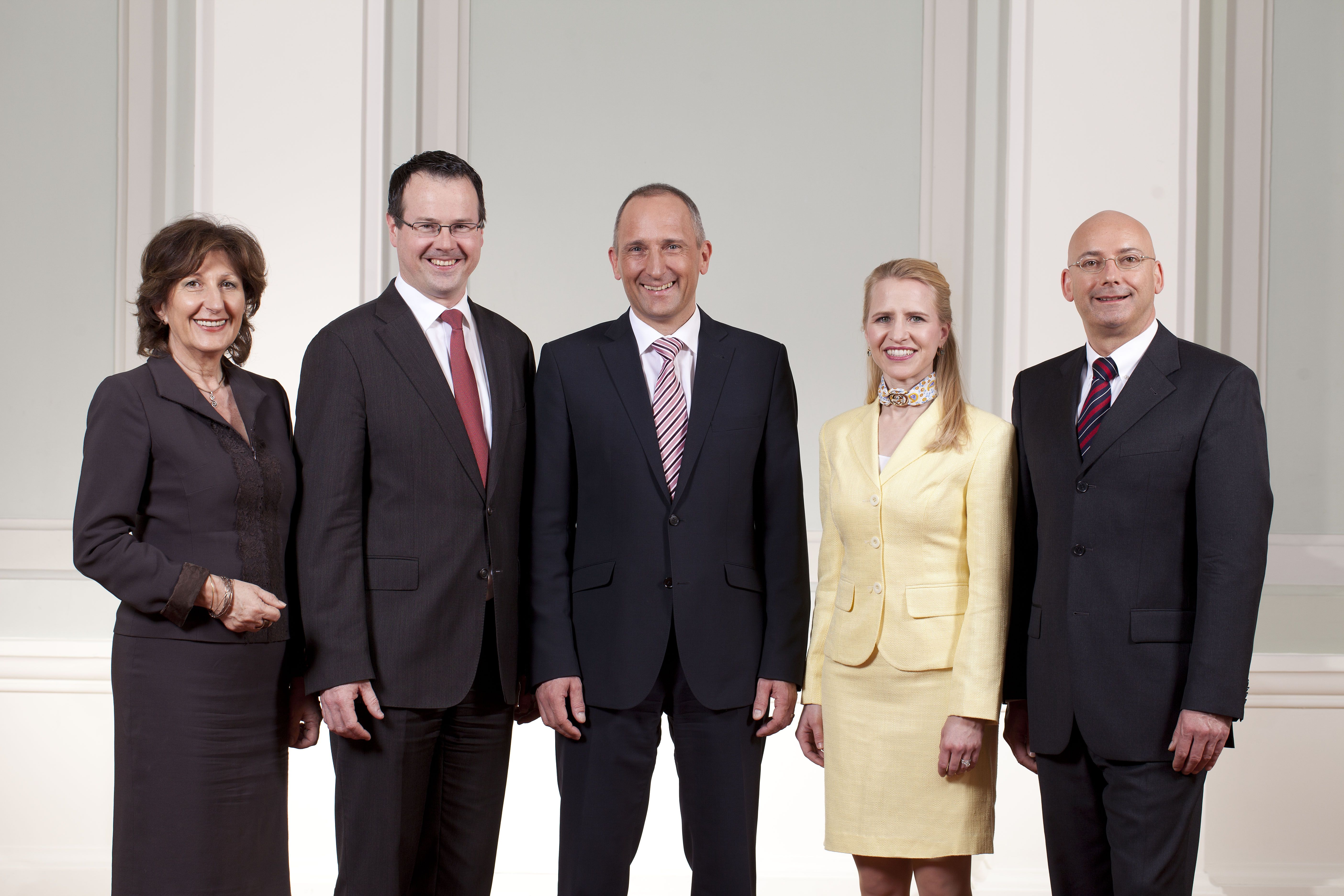
Rząd Liechtensteinu, kadencja 2013-2017. Od prawej: Marlies Amann-Marxer, Thomas Zwiefelhofer, Adrian Hasler, Aurelia Frick i Mauro Pedrazzini.

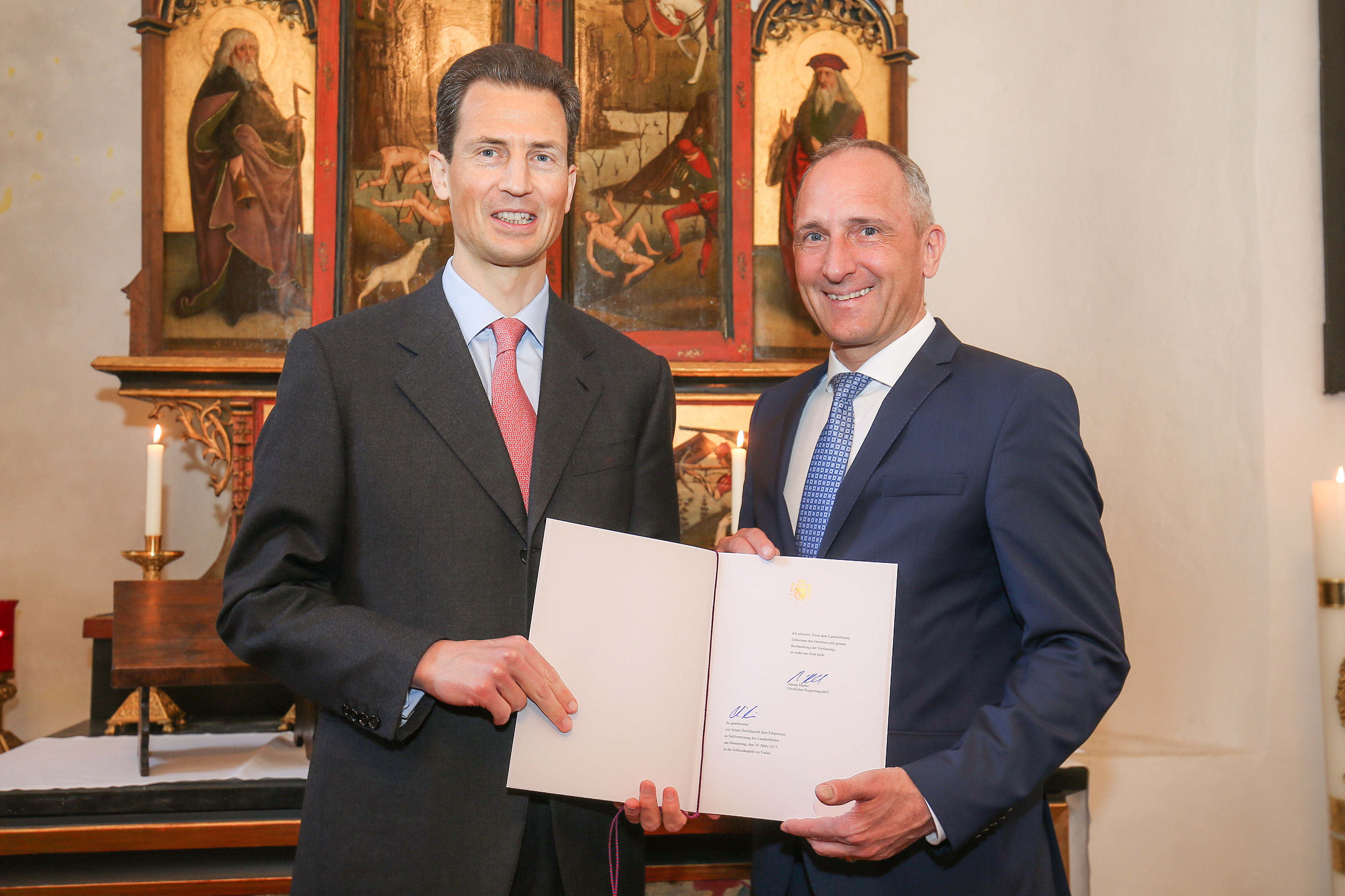
Adrian Hasler odbierający akt zaprzysiężenia nowego gabinetu z rąk księcia-regenta Alojzego

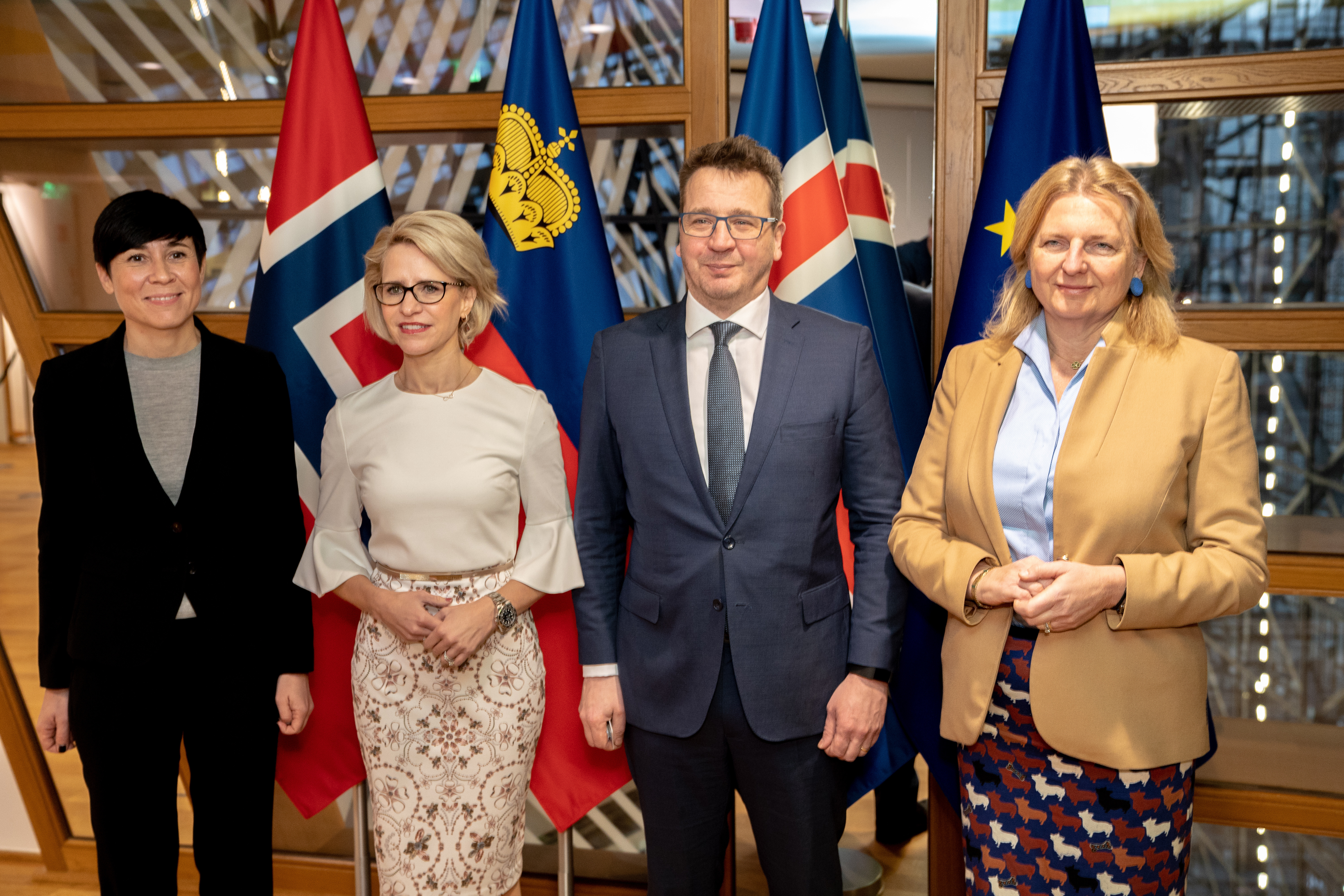
Aurelia Frick na spotkaniu z ministrami spraw zagranicznych państw EOG: Ine Marie Eriksen Søreide (Norwegia) i Guðlaugurem Þór Þórðarsonem (Islandia) i Karin Kneissl (Austria)

Rząd może zostać rozwiązany w wyniku straty zaufania Landtagu lub Księcia. Po rozwiązaniu Rządu monarcha powołuje rząd tymczasowy, który funkcjonuje przez cztery miesiące spełniając funkcje Rządu określone w Konstytucji. Jeśli do końca tego okresu Książę nie powoła w porozumieniu i na wniosek Landtagu nowego Rządu, to wówczas rząd tymczasowy zwraca się do Landtagu z wnioskiem o wyrażenie wotum zaufania. Podobnie odwołany może zostać pojedynczy członek rządu, którego obowiązki, do czasu powołania następcy, pełni jego zastępca.
Z zapisów Konstytucji wynika, że Rząd nie może funkcjonować bez poparcia zarówno Landtagu jak i Księcia, którzy zgodnie z ustawą zasadniczą są jedynymi podmiotami władzy w Księstwie.
Szefowie Rządu wraz ze swoimi Rządami podawali się do dymisji trzy razy w historii Księstwa: Josef Ospelt – w 1922 r. po przegranej FBP w wyborach do Landtagu; Gustav Schädler – w 1928 r. po aferze finansowej Sparkasseskandal oraz Josef Hoop – w 1945 r. po zakończeniu II wojny światowej z powodów zdrowotnych i pod naciskiem monarchy. Natomiast jedyny przypadek, kiedy Rząd utracił zaufanie Landtagu miał miejsce w 1993 r., kiedy w parlamencie przegłosowano wotum nieufności dla gabinetu Markusa Büchela. Książę Jan Adam II zdecydował wówczas o rozwiązaniu Landtagu i rozpisaniu nowych wyborów, po których powołano nowy skład Rządu z Mario Frickiem na czele.

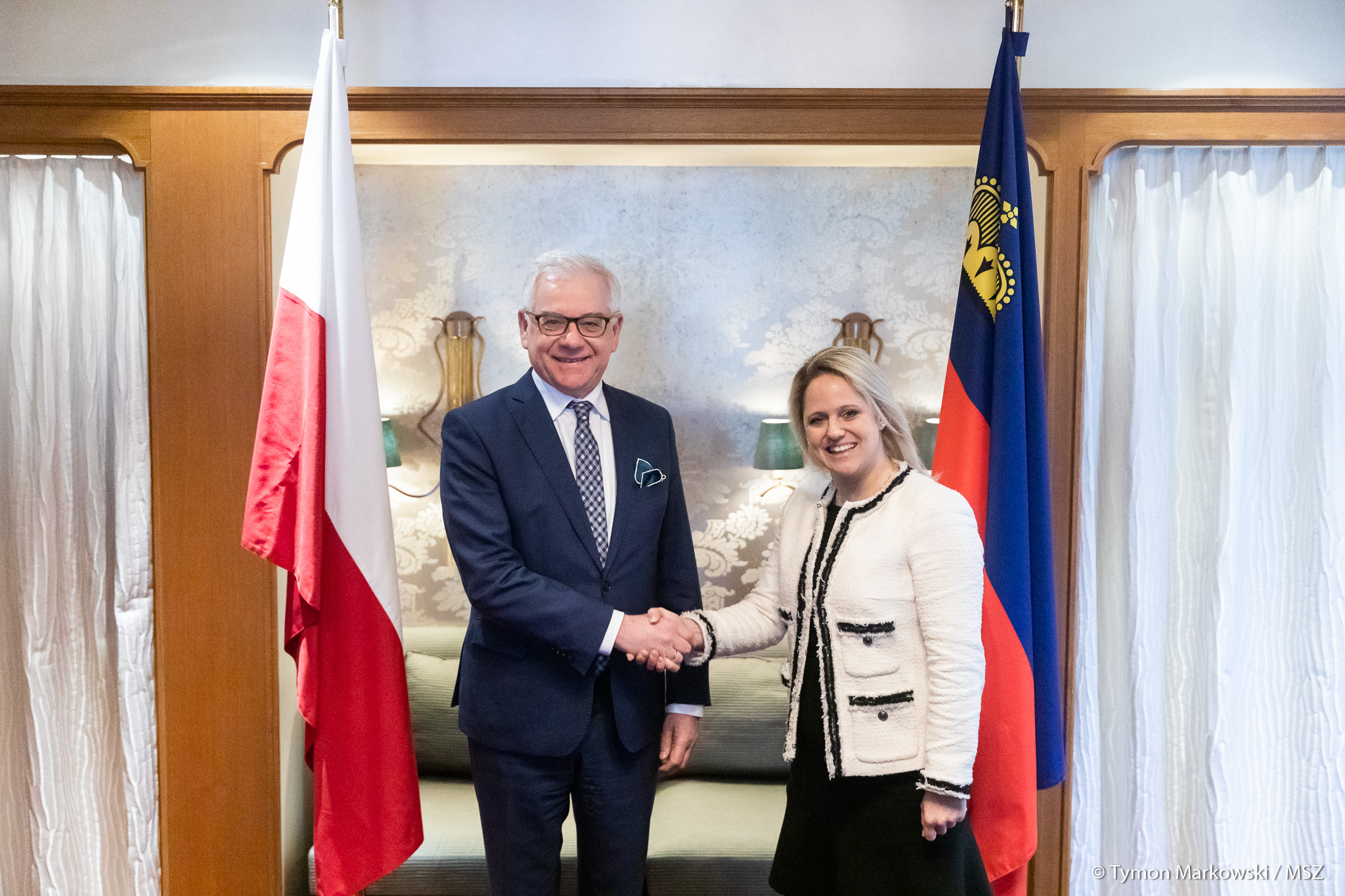
Minister Spraw Zagranicznych Liechtensteinu Katrin Eggenberger na spotkaniu z polskim odpowiednikiem Jackiem Czaputowiczem

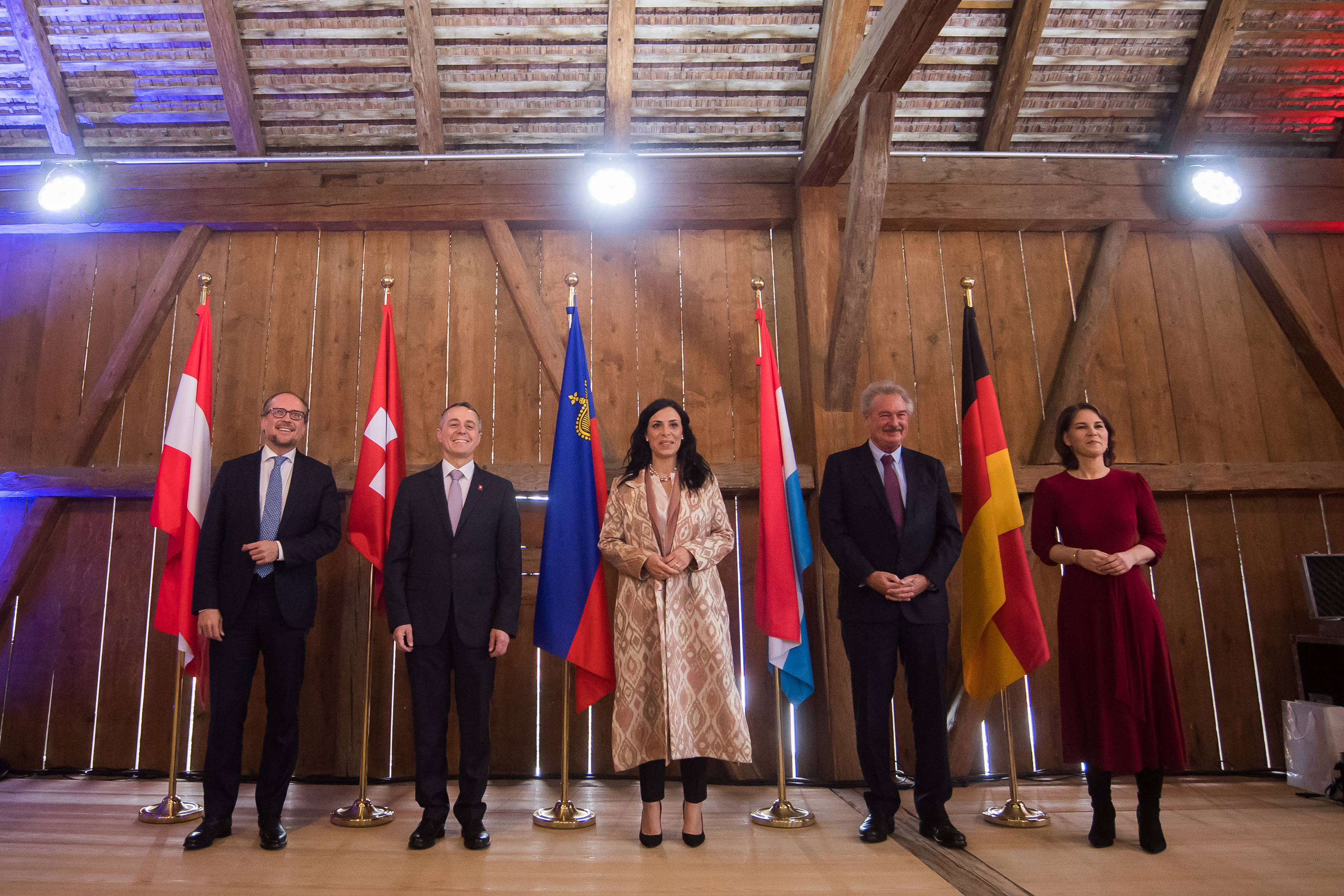
Dominique Hasler podczas spotkania ministrów spraw zagranicznych państw niemieckojęzycznych: Alexandrem Schallenbergiem (Austria), Ignazio Cassisem (Szwajcaria), Jeanem Asselbornem (Luksemburg) i Annaleną Baerbock (Niemcy)

### Kolegialność
Zgodnie z Konstytucją Rząd jest organem kolegialnym. Do podjęcia działalności decyzyjnej (np. aby wprowadzić rozporządzenie) wymagane jest kworum, które wynosi czterech członków. W przypadku niemożności brania udziału w obradach gremium dany członek jest zastępowany w swojej funkcji przez zastępcę. Decyzje podejmowane są w Rządzie większościowo. Jeżeli w głosowaniu nie ma większości ostateczne rozstrzygnięcie zależy od głosu Szefa Rządu.

### Ministerstwa
Część decyzji rządowych jest podejmowana w ramach poszczególnych ministerstw (niem. Ministerien). Ich liczba zmienia się na przestrzeni lat. Liczba resortów jest większa niż liczba członków rządu, w związku z czym każdy Radny sprawuje w rzeczywistości pieczę nad kilkoma osobnymi resortami w ramach jednego podlegającego mu ministerstwa. Poszczególnym ministerstwom podlegają natomiast urzędy (niem. Amtstellen) i biura (niem. Stabsstellen). W aktualnej kadencji rządu 2025-2029 funkcjonuje pięć ministerstw:
- Ministerstwo Prezydialne i Finansów (niem. Ministerium für Präsidiales und Finanzen)
- Ministerstwo Spraw Zagranicznych, Środowiska i Kultury (niem. Ministerium für Äusseres, Umwelt und Kultur)
- Ministerstwo Infrastruktury i Oświaty (niem. Ministerium für Infrastruktur und Bildung)
- Ministerstwo Spraw Wewnętrznych, Gospodarki i Sportu (niem. Ministerium für Inneres, Wirtschaft und Sport)
- Ministerstwo Spraw Społecznych i Sprawiedliwości (niem. Ministerium für Gesellschaft und Justiz)

### Sekretarz Rządu
Ważną osobą dla pracy gabinetu jest Sekretarz Rządu (niem. Regierungssekretär), który planuje, przygotowuje, koordynuje i protokołuje wszystkie posiedzenia Rządu, kieruje Kancelarią Rządu i jest przedstawicielem Liechtensteinu w Międzynarodowej Konferencji Jeziora Bodeńskiego. Funkcję tę od 2025 pełni Michael Hasler.

### Posiedzenie Rządu
Wnioski rządowe, które stają się przedmiotem obrad są przygotowywane przez odpowiednie urzędy, podlegające danym ministerstwom. Sprawy, które obejmują zakres działań kilku resortów wymagają koordynacji i współpracy, która leży w gestii Radnych sprawujących pieczę nad tymi ministerstwami. Przy sprawach międzyresortowych lub ciągnących za sobą duże skutki finansowe mogą zostać zwołane konsultacje ze wszystkimi członkami Rządu. Przygotowany wniosek po przeprowadzeniu działań koordynacyjnych i konsultacyjnych może zostać wprowadzony do porządku obrad. Każdy Radny może wnieść sprawę z zakresu jego odpowiedzialności do porządku obrad z odpowiednim wyprzedzeniem.
Posiedzenia Rządu odbywają się raz w tygodniu we wtorek, a o ich przesunięciu na inny dzień tygodnia lub całkowitym odwołaniu w danym tygodniu decyduje gremium. Za ich organizację odpowiada Szef Rządu, którego wspiera Sekretarz Rządu. Dodatkowo Szef Rządu może zwołać posiedzenie dodatkowe, jeśli na danym posiedzeniu nie omówiono wszystkich przewidzianych tematów lub gdy zażąda tego dwóch członków gabinetu. Członek Rządu jest wykluczony z obrad nad daną sprawą, jeśli sam jest stroną w danej sprawie lub sprawa ta dotyczy jego małżonka lub osoby spokrewnionej. Posiedzenia gremium są tajne, a wszystkich uczestników obrad obowiązuje tajemnica. Na zaproszenie kolegium w posiedzeniu mogą uczestniczyć eksperci lub przedstawiciele innych władz państwowych. Jeśli Rząd musi podjąć pilną uchwałę może to zrobić na zasadzie trybu obiegowego pomiędzy posiedzeniami, jednak wymagane jest do tego uczestnictwo wszystkich członków gabinetu. Dla każdego posiedzenia Sekretarz sporządza protokół, w którym zawarte są informacje o uchwałach podejmowanych w porządku obrad, uczestnikach obrad, wynikach głosowania, wykluczeniu danych członków z uczestnictwa w obradach. Zatwierdzony protokół jest prawnie wiążącym aktem decyzyjnym Rządu. Za prawidłową rejestrację podpisanych aktów rządowych odpowiada Kancelaria Rządu. Rząd jest zobowiązany do przekazywania na bieżąco informacji o podejmowanych działaniach do opinii publicznej. 

## Zadania i kompetencje
Podstawowym zadaniem konstytucyjnym Rządu jest kierowanie administracją państwową. W związku z tym Rząd odpowiada za obsadę stanowisk, zarządzanie urzędami i ich pracownikami oraz władzę dyscyplinującą nad urzędnikami. Dodatkowo Rządowi przypada odpowiedzialność za zarządzanie majątkiem państwa, pilnymi wydatkami i więzieniami oraz nadzór nad nieprzerwanym i zgodnym z prawem działaniem wymiaru sprawiedliwości.
Równocześnie Rząd jest organem prawodawczym, wydającym rozporządzenia służące realizacji ustaw Landtagu kontrasygnowanych przez monarchę oraz ratyfikowanych umów międzynarodowych. Ważnym zadaniem Rządu jest wspieranie Landtagu w procesie legislacyjnym. Na wniosek parlamentu Rząd przygotowuje lub opiniuje projekty ustaw, co wynika z braku zaplecza eksperckiego w Landtagu. Ponadto aby zyskać ważność ustawy muszą otrzymać kontrasygnatę Szefa Rządu i zostać opublikowane przez Rząd. Jednocześnie formalnie Rząd nie posiada inicjatywy ustawodawczej, jednak w rzeczywistości wiele ustaw Landtagu pochodzi z przedłożenia rządowego i są to np. projekty ustaw przygotowane przez Rząd w imieniu monarchy.
Ponadto Rząd stanowi ostatnią instancję odwoławczą od decyzji wszystkich podległych mu jednostek, ale również od decyzji Rad Gminy i innych organów gminy. Rząd kontroluje także cały samorząd terytorialny, nadzorując zgodność aktów wydawanych przez organy gminy z prawem. Do pozostałych zadań Rządu należy ogłaszanie, przeprowadzanie i przedstawianie wyników referendów oraz wyborów powszechnych do Landtagu.

## Szef Rządu
Szef Rządu (niem. Regierungschef) to osoba stojąca na czele kolegialnego Rządu i posiadająca specjalne uprawnienia, będąca drugą najważniejszą jednostką w państwie po monarsze. Pozycja ustrojowa Szefa Rządu jest silna, jednak nie na tyle aby mówić o systemie kanclerskim, ponieważ nadal większość decyzji podejmowanych jest kolegialnie. Rola premiera wynika przede wszystkim z jego ustawowego kontaktu z Księciem. Szef Rządu stanowi swoisty łącznik między panującym monarchą a Rządem. Przysługuje mu prawo kontrasygnaty wszystkich dekretów i decyzji podejmowanych przez władcę, ale w związku z tym spoczywa na nim również odpowiedzialność za wprowadzenie danego prawa, z której wyłączony jest władca. Szef Rządu nadzoruje pracę gabinetu i posiada decyzyjny głos w przypadku równości głosów. Dodatkowo z urzędu przysługuje mu zarząd na dwoma ministerstwami: Prezydialnym i Finansów, co pozwala na kontrolowanie wielu elementów aparatu administracyjnego państwa oraz jego finansami. Premier kontrasygnuje również wszystkie ustawy Landtagu.
W przypadku niemożności przez premiera jego funkcje przejmuje Zastępca Szefa Rządu (niem. Regierungschef-Stellvertretende), czyli wicepremier wyznaczany spośród członków Rządu. Zgodnie z umową koalicyjną zawartą między dwiema partiami FBP i VU, które od 2005 roku tworzą co kadencję koalicyjny rząd dwupartyjny, prawo do obsadzenia stanowiska premiera przysługuje tej partii, która zdobyła więcej głosów w wyborach powszechnych do Landtagu, niezależnie czy posiada ona większą czy taką samą liczbę mandatów w parlamencie.
Od utworzenia instytucji Rządu w obecnym kształcie w 1921 roku stanowisko Szefa Rządu piastowało trzynastu polityków, w tym ośmiu z FBP, czterech z VU i jeden z CSVP. Najdłużej rządzącym premierem był Alexander Frick (w latach 1945-1962), a najkrócej Markus Büchel (od maja do grudnia 1993).

## Skład obecnej kadencji
Rząd kadencji 2025–2029 został powołany 10 kwietnia 2025 r. na inauguracyjnym zgromadzeniu Landtagu po wyborach parlamentarnych w 2025 r.. W kampanii przedwyborczej głównymi kandydatami na stanowisko Premiera byli Brigitte Haas z VU oraz Ernst Walch z FBP. W wyniku wyborów żadna z partii nie zdobyła większości mandatów predysponującej do utworzenia samodzielnego Rządu, stąd już w lutym pojawiła się informacja, że dwie największe partie VU i FBP, posiadające razem 17 mandatów w nowej kadencji, przystąpiły do negocjacji w celu skomponowania kolejnego koalicyjnego gabinetu. Zgodnie z niepisaną zasadą koalicji na stanowisko Premiera powołana została kandydatka partii, która zdobyła więcej głosów w wyborach – nowym Szefem Rządu została Brigitte Haas z Unii Patriotycznej, zastępując na tym stanowisku Daniela Rischa i stając się w ten sposób pierwszą w historii kraju kobietą sprawującą ten urząd. Na stanowisko wicepremiera ponownie została wybrana Sabine Monauni z Postępowej Partii Obywatelskiej. Pozostałymi członkami nowego gabinetu zostali: Hubert Büchel i Emanuela Schädler z VU oraz Daniel Oehry z FBP.
| Członek Rządu | Członek Rządu    | Partia | Partia                       | Funkcja                                                      | Ministerstwo                                                                                       |
| ------------- | ---------------- | ------ | ---------------------------- | ------------------------------------------------------------ | -------------------------------------------------------------------------------------------------- |
|               | Brigitte Haas    |        | Unia Patriotyczna            | Szefowa Rządu Regierungschefin                               | Ministerstwo Prezydialne i Finansów Ministerium für Präsidiales und Finanzen                       |
|               | Sabine Monauni   |        | Postępowa Partia Obywatelska | Zastępczyni Szefowej Rządu Regierungschefin-Stellvertreterin | Ministerstwo Spraw Zagranicznych, Środowiska i Kultury Ministerium für Äusseres, Umwelt und Kultur |
|               | Hubert Büchel    |        | Unia Patriotyczna            | Radny Rządu Regierungsrat                                    | Ministerstwo Spraw Wewnętrznych, Gospodarki i Sportu Ministerium für Inneres, Wirtschaft und Sport |
|               | Emanuel Schädler |        | Unia Patriotyczna            | Radny Rządu Regierungsrat                                    | Ministerstwo Spraw Społecznych i Sprawiedliwości Ministerium für Gesellschaft und Justiz           |
|               | Daniel Oehry     |        | Postępowa Partia Obywatelska | Radny Rządu Regierungsrat                                    | Ministerstwo Infrastruktury i Oświaty Ministerium für Infrastruktur und Bildung                    |

## Siedziba
Siedzibą Rządu Liechtensteinu znajduje się w stolicy kraju – Vaduz w ścisłym centrum miasta przy placu Petera Kaisera i w bezpośrednim sąsiedztwie Landtagu i Katedry św. Floryna. Zabytkowy budynek, który stanowi gmach Rządu (niem. Regierungsgebäude) został zaprojektowany przez austriackiego architekta Gustava Rittera von Neumanna i wybudowany w latach 1903-1905. W 1992 r. przeszedł gruntowny remont i został wpisany na listę zabytków.